# Alphonse De Vreese
Pour les articles homonymes, voir De Vreese.
Alphonse De Vreese ou Devreese (né le 5 janvier 1922 à Marquette-lez-Lille et mort le 18 mars 2011 à Lille) est un coureur cycliste français, professionnel de 1944 à 1952.

## Biographie
En 1948, Alphonse De Vreese termine à la deuxième place de deux étapes du Critérium du Dauphiné,.
Il participe à quelques courses en 1953 en tant qu’individuel.
Alphonse De Vreese était retraité des établissements Massey-Ferguson de Marquette-lez-Lille — l'usine Massey-Harris, devenue Massey Ferguson en 1953, était un constructeur de matériels agricoles pour le monde entier, jusqu'en 1982 —, dont il était médaillé de bronze, d'argent et d'or du travail.
Il meurt le 18 mars 2011 à Lille. « Ses funérailles religieuses ont été célébrées le vendredi 25 mars 2011, à 15 heures, en l'église Saint-Amand de Marquette-lez-Lille.
Monsieur De Vreese repose au salon funéraire de Marcq-en-Barœul. »,.

## Palmarès
| - 1943 - Champion des Flandres de cyclo-cross - 2e du championnat de France sur route amateurs - 1944 - Champion des Flandres de cyclo-cross - 1947 - Champion des Flandres de cyclo-cross - 2e du Grand Prix d'Isbergues - 3e de Paris-Bruxelles - 3e du Circuit de la Vallée de l'Aa - 3e de la Brussels Cycling Classic | - 1948 - 6e de Paris-Bruxelles - 1950 - Grand Prix du Courrier picard - 9e de Paris-Tours - 1952 - 2e de Roubaix-Cassel-Roubaix, - 1953 - 2e du Grand Prix des Flandres françaises |

## Résultats sur les grands tours

### Tour de France
Alphonse De Vreese participe deux fois au Tour de France :
- 1947[12],[13]  : abandon (3e étape)
- 1948[14],[15] : 32e au classement général avec une 4e place à l'étape 20. Il courait dans l’Équipe française Île de France - Nord Est[16]

### Tour d'Italie
1 participation
- 1948 : abandon